# VV Luctor '88
VV Luctor '88 is een voormalige voetbalvereniging uit Heinkenszand in de Nederlandse provincie Zeeland. Het eerste elftal kwam uit in de Vierde klasse zondag (2016/17).
Luctor telde in het seizoen 2015/16 vier seniorenteams, vijf juniorenteams en elf pupillenteams. Sinds enige jaren zijn er binnen de jeugdafdelingen ook enkele meisjesteams actief. De club speelde op het sportpark in Heinkenszand dat gedeeld werd met SV Heinkenszand. Beide clubs fuseerden per 1 juli 2017 tot Luctor Heinkenszand.

## Ontstaan
De naam V.V. Luctor '88 verwijst naar de oprichting in 1988. Vanaf 1936 werd er al in Heinkenszand gevoetbald onder de naam V.V. Luctor. In 1979 fuseerde deze vereniging met de in 1956 opgerichte voetbalvereniging Heinkenszand, tot de nieuwe fusieclub SV Heinkenszand. Besloten werd om zowel op zaterdag als op zondag met minimaal één prestatiegericht elftal aan KNVB-competities deel te nemen.
Na een aantal jaren rees de vraag of het niet verstandiger zou zijn om het prestatiegericht voetbal op één dag te centraliseren. De achterliggende gedachte hiervan was dat er dan minder kosten gemaakt zouden worden wat betreft organisatorische zaken ( trainers, faciliteiten etc. ).De zaterdagtak zag een stemming hierover wel zitten aangezien er behoorlijk meer leden op diezelfde zaterdag actief waren. De zondagtak dacht daar vanzelfsprekend anders over en had als sterk argument dat de spelersgroep die op dat moment op de zondag actief was talentvoller was dan die van de zaterdagtak. Omdat er tijdens diverse openbare vergaderingen geen overeenstemming bereikt werd besloot de zondagtak alleen verder te gaan onder de naam Luctor '88. 
Het toevoegsel 88 werd aan de clubnaam toegevoegd, om te voorkomen dat er nog claims en dergelijke uit het verleden op zouden duiken van de vroegere vereniging. Omdat de zondagtak in zijn geheel besloot om verder te gaan als nieuwe vereniging kregen zij van de KNVB toestemming om in de Eerste klasse in de afdeling Zeeland te starten. Voorzitter werd Piet Vermeulen die achter de schermen een grote rol heeft gespeeld in de totstandkoming van vv Luctor '88.
Er werd vanaf circa 2010 in de jeugdafdeling samengewerkt met SV Heinkenszand.

## Competitieresultaten
Na de oprichting van de nieuwe vereniging werd het eerste elftal direct kampioen in de Eerste Klasse afdeling Zeeland en promoveerde het naar de Vierde klasse KNVB. Twee seizoenen later vierde Luctor '88 op de laatste speeldag van de competitie na een 1-0-winst op VV RSV uit Rucphen door een doelpunt twee minuten voor tijd het kampioenschap in de Vierde klasse en promoveerde het naar de Derde klasse KNVB.
Dit niveau werd opnieuw bereikt in het seizoen 2013/14 . Na het bereiken van de nacompetitie in het seizoen 2012-2013 werden in de eerste rondes respectievelijk Nieuw-Borgvliet en SV Oostburg uitgeschakeld. In de finale was Luctor vervolgens na penalty's te sterk voor FC Bergen.
Het eerste elftal is tweemaal kampioen geworden. In het seizoen 1988-1989 in de Eerste klasse van Afdeling Zeeland, en in het seizoen 1990-1991 in de Vierde klasse KNVB. Ook is men drie keer gepromoveerd via de nacompetitie. Het meest recente succes dateert van 7 juni 2015, toen het eerste elftal de nacompetitie won na overwinningen op VV Biervliet en VV Philippine en naar de Derde klasse promoveerde.

## Competitieresultaten 1990–2017
| 4 4H |

| 1 4G |

| 9 3D |

| 11 3D |

| 7 4H |

| 4 4H |

| 7 4G |

| 8 4A |

| 10 4A |

| 9 4A |

| 5 4A |

| 12 4A |

| 2 5B |

| 3 5B |

| 2 5B |

| 9 4B |

| 9 4B |

| 5 4B |

| 5 4A |

| 9 4A |

| 10 4A |

| 5 4B |

| 5 4B |

| 4 4A |

| 12 3A |

| 4 4A |

| 13 3A |

| 1 4A |

| Derde klasse | Vierde klasse | Vijfde klasse |

In elke staaf van de grafiek staat van boven naar beneden vermeld: 
- Eindnotering

Dit is de positie die de club heeft bereikt in de competitie, zonder eventuele beslissings-, play-off- of nacompetitiewedstrijden die nodig zijn geweest om bijvoorbeeld de kampioen van de competitie te bepalen.
Indien een * achter het getal staat is de notering een tussenstand en kan het zijn dat de notering niet overeenkomt met de uiteindelijke eindstand van de competitie.
Staat er een - dan is het seizoen nog bezig en is er geen definitieve uitslag bekend.
Staat er xx op de positie van de notering, dan heeft de club vroegtijdig de competitie verlaten. Dit kan onder andere komen door terugtrekking van het team, faillissement van de club of door een uitgedeelde straf van de KNVB. In veel gevallen staat elders in het artikel de reden vermeld.
Staat er een ? dan is het resultaat uit het verleden onbekend, en is alleen de competitie of het niveau bekend van dat seizoen.
In de seizoenen 2019/20 en 2020/21 werd wegens de coronacrisis het amateurvoetbal afgebroken. Daardoor kennen deze staven geen eindklassering (middels -- weergegeven).
- Competitieniveau en afdelingsletter of Officiële eindstand Eredivisie
  - Competitieniveau en afdelingsletter

Hierbij geeft het getal het niveau weer, dat ook terug te vinden is in de legenda. De letter is de afdelingsaanduiding en wordt gebruikt wanneer er meer afdelingen zijn op hetzelfde niveau. De afdelingsletter is altijd een hoofdletter en wordt meestal zonder nummer gebruikt.
Voorbeeld: 2F is niveau 2e klasse competitie F.
Het competitieniveau en nummer wordt niet vermeld wanneer er slechts één competitie van dit niveau was.
  - Officiële eindstand Eredivisie (getal staat tussen haakjes vermeld)

Sinds de introductie van play-offwedstrijden voor Europees voetbal na afloop van de reguliere competitie in 2005/06, is de KNVB verplicht een eindstand van de Eredivisie door te geven aan de UEFA aan de hand van deze play-offwedstrijden.
Bij deze eindstand staan clubs die zich hebben gekwalificeerd voor Europees voetbal hoger dan clubs die zich niet wisten te kwalificeren. Indien er geen verschil was tussen de eindnotering en de officiële eindstand, staat dit getal niet vermeld.

- Onderafdeling

Hier staat afgekort de naam van de onderafdeling indien de club in dat jaar in een onderafdeling uitkwam. Tevens staat deze afkorting in de legenda en wordt gelinkt naar het artikel over deze onderafdeling. Deze afkorting wordt alleen vermeld wanneer de club in het verleden in verschillende onderafdelingen heeft gespeeld. Deze vermelding is in de staaf altijd in kleine letters. Deze onderafdelingen zijn na het seizoen 1995/96 afgeschaft. Heeft de club in slechts één onderafdeling gespeeld, dan is dit alleen terug te vinden in de legenda.
Onder de staaf staat het jaartal vermeld waarin het seizoen is afgesloten. 15 verwijst naar het seizoen 2014/15 of eventueel het seizoen 1914/15.
Wanneer een staaf leeg is, zijn deze gegevens niet bekend. Het kan ook zijn dat de club dat seizoen niet heeft meegespeeld op het hogere amateurniveau, vroegtijdig de competitie heeft verlaten of uit de competitie is gezet.

In het seizoen 1944/45 was er wegens de Tweede Wereldoorlog geen regulier competitievoetbal.
Voormalige: SV Heinkenszand · SV Hoedekenskerke · VV Kwadendamme · VV Luctor '88 · SVD · VV Volharding '32